# FAM89B
FAM89B (англ. Family with sequence similarity 89 member B) – білок, який кодується однойменним геном, розташованим у людей на 11-й хромосомі. Довжина поліпептидного ланцюга білка становить 189 амінокислот, а молекулярна маса — 20 147.
| 10         |  | 20         |  | 30         |  | 40         |  | 50         |
| ---------- |  | ---------- |  | ---------- |  | ---------- |  | ---------- |
| MNGLPSAEAP |  | GGAGCALAGL |  | PPLPRGLSGL |  | LNASGGSWRE |  | LERVYSQRSR |
| IHDELSRAAR |  | APDGPRHAAG |  | AANAGPAAGP |  | RRPVNLDSAL |  | AALRKEMVGL |
| RQLDMSLLCQ |  | LWGLYESIQD |  | YKHLCQDLSF |  | CQDLSSSLHS |  | DSSYPPDAGL |
| SDDEEPPDAS |  | LPPDPPPLTV |  | PQTHNARDQW |  | LQDAFHISL  |  |            |

A: Аланін

C: Цистеїн

D: Аспарагінова кислота

E: Глутамінова кислота

F: Фенілаланін

G: Гліцин

H: Гістидин

I: Ізолейцин

K: Лізин

L: Лейцин

M: Метіонін

N: Аспарагін

P: Пролін

Q: Глутамін

R: Аргінін

S: Серин

T: Треонін

V: Валін

W: Триптофан

Кодований геном білок за функцією належить до фосфопротеїнів. 
Задіяний у такому біологічному процесі, як альтернативний сплайсинг. 
Локалізований у цитоплазмі.